# One Love (álbum de Glay)
One Love es el séptimo álbum publicado de la banda de rock japonés GLAY. Este álbum es el primero en tener composiciones de todos los miembros (excepto el vocalista, Teru).
El sencillo "Global Communication" llegó rápidamente al número uno. También fue el tema principal de su gira de conciertos al aire libre 2001, "GLAY Expo 2001 Global Communication", y el título de su serie de televisión Fuji,Glay Global Communication. El álbum alcanzó el puesto #1 en las listas de Oricon y vendió alrededor de 661.460.

## Lista de canciones
1. "All Standard Is You" (Arranged by Glay, Masahide Sakuma, and DJ Honda)
2. "Wet Dream"
3. "Shitto (Kurid/Phantom mix)" (嫉妬(KURID/PHANTOM mix)?)
4. "Highway No.5"
5. "Fighting Spirit"
6. "Hitohira no Jiyuu (Johnny's peace mix)" (ひとひらの自由(JoHNNY's peace mix)?)
7. "Think About My Daughter"
8. "Viva Viva Viva"
9. "Prize"
10. "Mermaid"
11. "Mister Popcorn"
12. "Denki Iruka kimyou na Shikou" (電気イルカ奇妙ナ嗜好?)
13. "Stay Tuned"
14. "Kimi ga Mitsumeta Umi" (君が見つめた海?)
15. ""Muyuubyou" (夢遊病?)
16. "Christmas Ring"
17. "Global Communication" (Arranged by Glay only)
18. "One Love: All Standard Is You Reprise" (Arranged by Hisashi only)